# Paranandra vittula
Paranandra vittula es una especie de escarabajo del género Paranandra, de la familia Cerambycidae.

## Historia
Fue descrita científicamente por primera vez en el año 1931 por Breuning.